# Charlot et le Chronomètre
 (juillet 2025).
Pour plus de détails, voir Fiche technique et Distribution.
Charlot et le Chronomètre (Twenty Minutes of Love) est une comédie burlesque américaine de et avec Charlie Chaplin, sortie le 20 avril 1914.

## Synopsis
C'est le printemps et les amoureux convolent dans le parc. Charlot aperçoit un couple qui s'embrasse sur un banc public, et s'amuse à les embêter : il commence par les parodier en embrassant avec ardeur un arbre, puis en s'asseyant près d'eux. Très vite, Charlot se fait chasser.
Non loin de là, sur un autre banc, une jeune femme demande à son fiancé un cadeau en preuve d'amour. Celui-ci, qui n'en a pas, repère un homme endormi et lui vole sa montre qu'il compte offrir à sa belle. Mais l'impatiente est déjà partie. Charlot, passant par là, réussi à subtiliser la montre et à l'offrir à la jeune fille.
S'ensuit alors une bagarre entre le fiancé et Charlot, puis entre Charlot et le propriétaire de la montre, pour enfin dégénérer en une pagaille générale qui verra tout le monde - sauf Charlot et la jeune fille - finir dans le lac.

## Fiche technique
- Titre : Charlot et le Chronomètre
- Titre original : Twenty Minutes of Love
- Réalisation : Charlie Chaplin et Joseph Maddern
- Scénario : Charlie Chaplin
- Photographie : Frank D. Williams
- Producteur : Mack Sennett
- Studio de production : The Keystone Film Company
- Distribution : Mutual Film Corporation
- Pays de production :  États-Unis
- Format : Noir et blanc - 1,37:1 - Format 35 mm
- Langue : film muet intertitres anglais
- Genre : comédie
- Licence : Domaine public
- Longueur : une bobine
- Durée : 20 minutes
- Date de sortie : 
  - États-Unis : 20 avril 1914

## Distribution
- Charlie Chaplin : Charlot
- Minta Durfee : la fiancée d'Edgar
- Edgar Kennedy : l'homme du premier couple
- Gordon Griffith : le garçon
- Chester Conklin : le pickpocket
- Josef Swickard : la victime
- Hank Mann : l'homme endormi
- Eva Nelson : la fiancée de Chester (non créditée)

## Autour du film
- C'est le premier film de Charles Chaplin en tant que réalisateur (ou, plus précisément, pour cette fois, co-réalisateur).